# Arcadia (Nebraska)
Arcadia és una població dels Estats Units a l'estat de Nebraska. Segons el cens del 2000 tenia 359 habitants.

## Demografia
Segons el cens del 2000, Arcadia tenia 359 habitants, 155 habitatges, i 95 famílies. La densitat de població era de 247,5 habitants per km².
Dels 155 habitatges en un 27,1% hi vivien nens de menys de 18 anys, en un 56,8% hi vivien parelles casades, en un 2,6% dones solteres, i en un 38,1% no eren unitats familiars. En el 35,5% dels habitatges hi vivien persones soles el 24,5% de les quals corresponia a persones de 65 anys o més que vivien soles. El nombre mitjà de persones vivint en cada habitatge era de 2,32 i el nombre mitjà de persones que vivien en cada família era de 3,04.
Per edats la població es repartia de la següent manera: un 27,9% tenia menys de 18 anys, un 5% entre 18 i 24, un 23,1% entre 25 i 44, un 17% de 45 a 60 i un 27% 65 anys o més.
L'edat mediana era de 40 anys. Per cada 100 dones de 18 o més anys hi havia 85 homes.
La renda mediana per habitatge era de 24.464 $ i la renda mediana per família de 33.750 $. Els homes tenien una renda mediana de 24.107 $ mentre que les dones 20.500 $. La renda per capita de la població era de 15.015 $. Aproximadament el 5,1% de les famílies i el 9,4% de la població estaven per davall del llindar de pobresa.

## Poblacions més properes
El següent diagrama mostra les poblacions més properes.